# Анафродизія
Анафроди́зія (від грецького an-, негативний префікс, і Aphrodite, на честь богині кохання Афродіти) — медичний термін, який описує сексуальну дисфункцію, що виражається у браку (або втраті) сексуального потягу (на противагу лібідо) і незацікавленості людей або тварин у сексуальних зносинах. У немедичному вжитку цей термін використовується досить рідко для характеристики «зменшеного почуття хтивості». У ветеринарній медицині цей термін здебільшого використовують для позначення цілковитої відсутності ознак стадії збудження статевого циклу або ановуляторного статевого циклу, наприклад, у корів.
Медичними підставами анафродизії можуть бути захворювання центральної нервової системи. Анафродизія також часто є побічним ефектом похилого віку. З-поміж інших поширених причин анафродизії медики-практики називають психічні розлади, прийом ліків, вживання наркотиків, анаболіків, гормонів, психотропних речовин, зокрема і з медичними цілями; недосипання тощо.
Анафродизія нерідко є синонімом фригідності у жінок, а також гіполібідемії; поняття є близьким, але не тотожним асексуальності (повна втрата сексуального потягу).